# Zavods'ke
Zavods'ke, in ucraino Заводське?, è una città dell'Ucraina che fa parte dell'Oblast' di Poltava. Fondata nel 1928 sulla rive del fiume Sula, nel 2006 ospitava una popolazione di circa 8.500 abitanti.